# Alaqua Cox
Alaqua Cox, née le 13 février 1997, est une actrice américaine.
Elle devient connue en incarnant Maya Lopez / Echo au sein de l'univers cinématographique Marvel, dans la série Disney+ Hawkeye (2021) puis en tant que protagoniste principale de la série dérivée Echo.

## Biographie
Alaqua Cox naît et grandit dans la réserve indienne du comté de Menominee à Keshena, dans le Wisconsin et appartient aux nations Menominee et Mohican. Elle a trois frères et sœurs : Will, Jordan et Katie. Elle est sourde de naissance, et fréquente la Wisconsin School for the Deaf, où elle joue dans l'équipe féminine de basket-ball de 2014 à 2015 et dans l'équipe de volley-ball,.
Cox a été amputée de la jambe droite et est maintenant équipée d'une prothèse. Elle n'a pas révélé publiquement les raisons de cet handicap.

## Carrière
Le 3 décembre 2020, elle est choisie pour jouer le rôle de Maya Lopez / Echo dans la série Hawkeye ; il s'agit de son premier rôle d'actrice. Cette décision d'engager une autochtone d'Amérique sourde est saluée, notamment par l'activiste sourd Nyle DiMarco. En juin 2021, le co-créateur du personnage, David W. Mack, réagit à la nouvelle de la série télévisée Echo en exprimant sa gratitude envers Cox comme représentante des jeunes sourds et autochtones : « J'ai enseigné à l'école des sourds en Afrique, en Asie, [et] en Europe, dans mon travail pour le département d'État américain, [et] les étudiants adorent Echo [et] en seront ravis ».
Cox est sur le tapis rouge pour la première de Hawkeye. « C'est tellement fou que j'aie ma propre série après Hawkeye. C'était comme mon tout premier rôle d'acteur », déclare-t-elle à un journaliste de Variety. « Je ne sais pas pourquoi ils me donnent cette opportunité, mais je suis juste reconnaissante. Je suis ravie du soutien et de pouvoir défendre la communauté sourde. Nous voulons avoir cette égalité et faire participer plus de gens. Je suis tellement reconnaissante pour toutes les opportunités qui m'ont été données. » Cox déclare au magazine D23 de Disney que Jeremy Renner et Hailee Steinfeld ont tous deux travaillé pour apprendre la langue des signes américaine (ASL) afin de pouvoir communiquer plus facilement avec elle. « J'ai pensé que c'était gentil de leur part de faire des efforts pour apprendre l'ASL de base pour communiquer avec moi. Cela signifie beaucoup pour moi en tant que personne sourde. »

## Filmographie
- 2021 : Hawkeye (série télévisée) : Maya Lopez / Echo (5 épisodes)
- 2024 : Écho (série télévisée) : Maya Lopez / Echo